# Combo Guarajeo
Combo Guarajeo var en musikgruppe fra Alajuela, Costa Rica.
Gruppen blev dannet i 1973 og bestod af brødrene Vargas: Alvaro, Eddy, Edwin og en fjerde bror. De var kendt for deres unikke og talentfulde blanding af Latin Funk Jazz, kombineret med elementer af psykedelisk musik og fuzz. De fire brødre opnåede anerkendelse som en af de mest bemærkelsesværdige musikgrupper fra Mellemamerika. Deres komplekse og nuancerede lyd skabte stor opmærksomhed både nationalt og internationalt.